# Füssli (Glockengiesserfamilie)

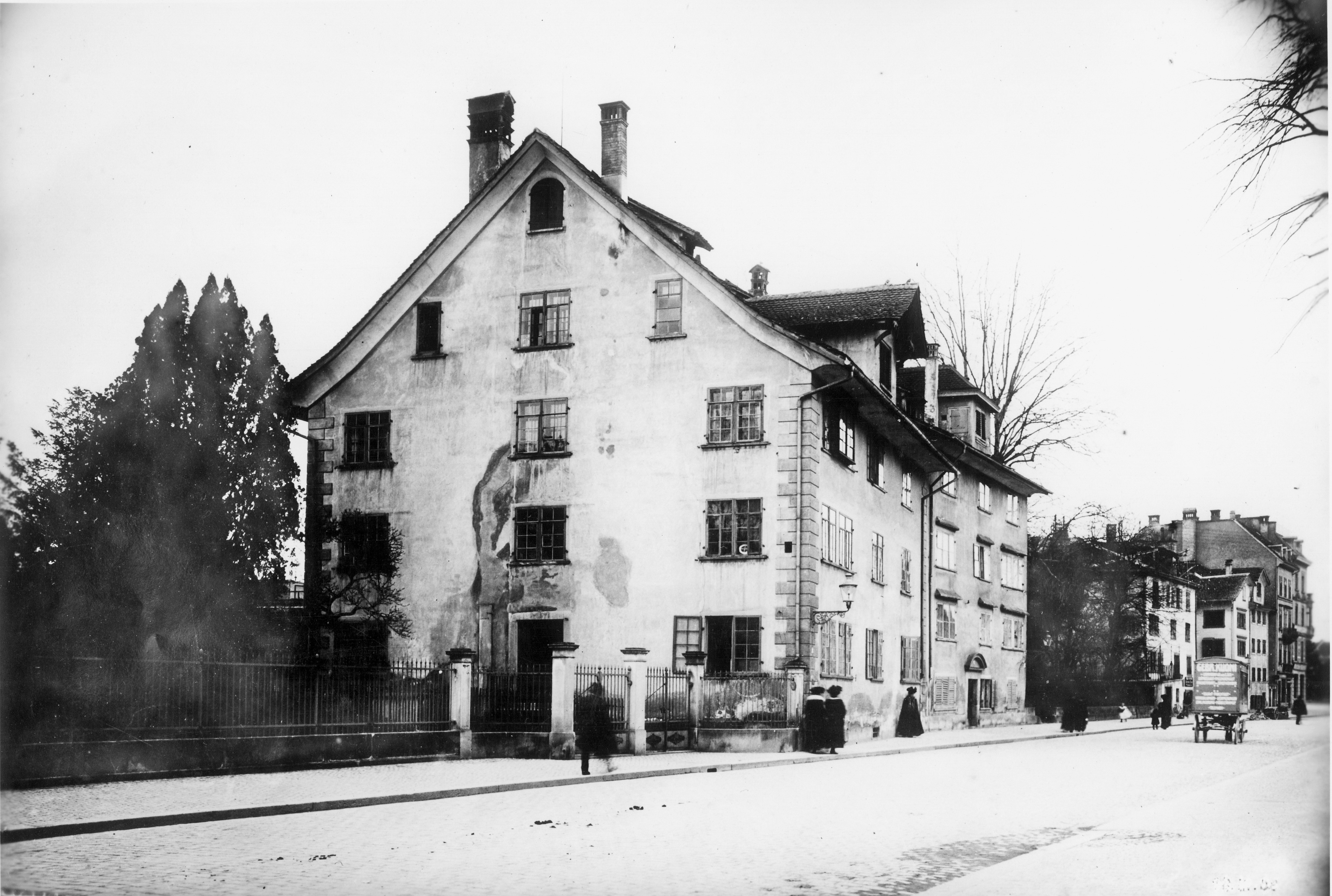
«Glockenhaus» an der Sihlstrasse (1908)

Aus der Glockengiesserfamilie Füssli gingen in Zürich mehrere Generationen von Glockengiessern hervor.

## Geschichte
Die 1370 eingebürgerte Familie Füssli waren die ersten Glocken- und Geschützgiesser in Zürich. Die Giesserei wurde Ende des 15. Jahrhunderts im «Giesshaus» am Rennweg in Zürich gegründet. 1496 wurde das neue «Glockenhaus» auf dem grossen Areal des heutigen Glockenhofs an der Sihlstrasse gebaut, das damals noch ausserhalb der Stadtmauern lag. Auf dem Giessereiareal befanden sich das zentrale Glockenhaus und mehrere umliegende Gebäude. Das Glockenhaus musste 1667 erneuert werden. Es brannte unter Wilhelm Konrad Füssli (1785–1843), dem letzten Glockengiesser, ab und machte der St. Anna-Kapelle Platz. 1843 musste die Giesserei wegen schwindender Nachfrage schliessen. Füsslis Nachfolger in Zürich war von 1832 bis 1894 die Glockengiesserei Keller in Unterstrass.
Der Gründer der Maschinenfabrik Escher Wyss & Co., Hans Caspar Escher, wohnte im angrenzenden «Felsenhof». Er kaufte 1856 den gesamten Giessereikomplex. Seine Tochter Mathilde Escher brachte ihr Erbe in die Mathilde Escher Stiftung ein. Das Glockenhaus an der Sihlstrasse 35 wurde 1909 abgebrochen. An seiner Stelle wurde 1911 das heutige Hotel Glockenhof errichtet.

## Glockengiesser
- Peter I. Füssli († 1476)

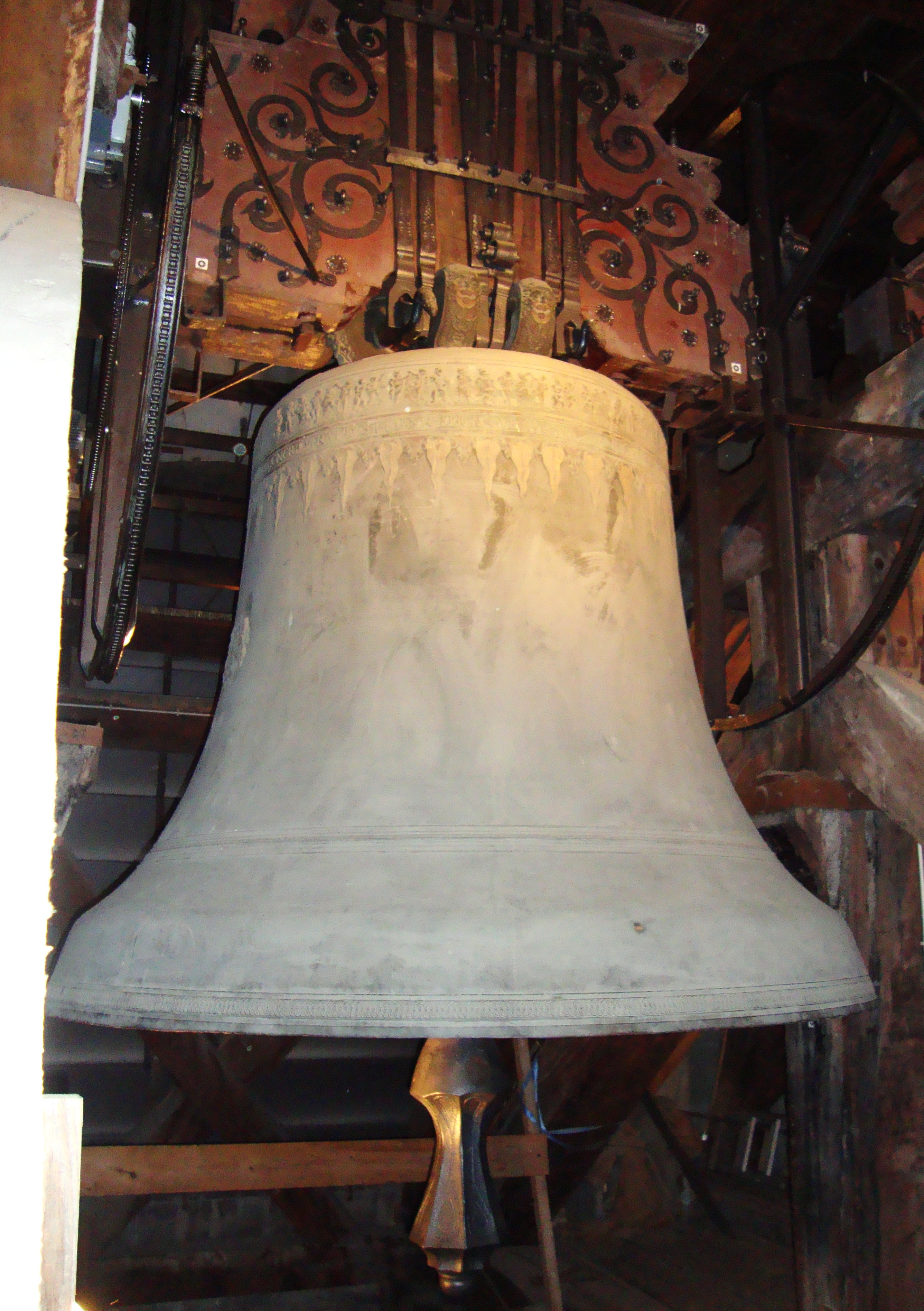
Grosse Glocke im Berner Münster von 1611

- 1421: Zürich, St. Peter, grosse Glocke, 1880 eingeschmolzen

- Peter II. Füssli († 1499)[1] (oder 1479–1499[4])

- 1478 Glarus, 4 Glocken (1859 umgegossen)
- 1484: Giswil, Glocke
- 1491: Wäggis, Glocke I. (1765 umgegossen)
- vor 1499: Cham, Glocke I.

- Hans I. Füssli (1477–1538), Sohn Peters I.[4]

- Näfels, kleinste Glocke
- 1494: Luzern, grosse Glocke
- 1502: Gontenschwil, b-Glocke

- Peter III. Füssli, (1482–1548) (oder 1523–1548[1]), auch Söldner und Pilger

- 1531: Stans, Glocke I.

- Hans II. Füssli (1530–1586)
- Peter IV. Füssli (1549–1579)

- 1549: Schwyz,  Glocke I. (1642 geschmolzen)

- Konrad Füssli (1574–1585)

- Reichenburg, Glocke I.

- Peter V. Füssli, (1577–1629) (oder 1591–1622[1])

- 1610: Sattel, Glocke I.
- 1611: Berner Münster mit Abraham Zender, Grosse Glocke
- 1616: Beromünster, Stift, Glocke I.
- 1619: Zug, alter St. Michael, Glocke I. «Chriesigloggä», 1902 umgegossen.

- Peter VI. Füssli (1623–1666)

- 1636 Bauen, Glocke II.
- 1663 Reformierte Kirche Densbüren, Glocke

- Heinrich I. Füssli (1637–1679)

- 1666: Knonau, Grosse Glocke

- Johannes III. Füssli (1719–1737)

- 1728: Zug, alter St. Michael, 1902 umgegossen

## Gegossene Glocken
Von 1421 bis 1837 wurden rund 300 Glocken gegossen:

### 1663: Densbüren

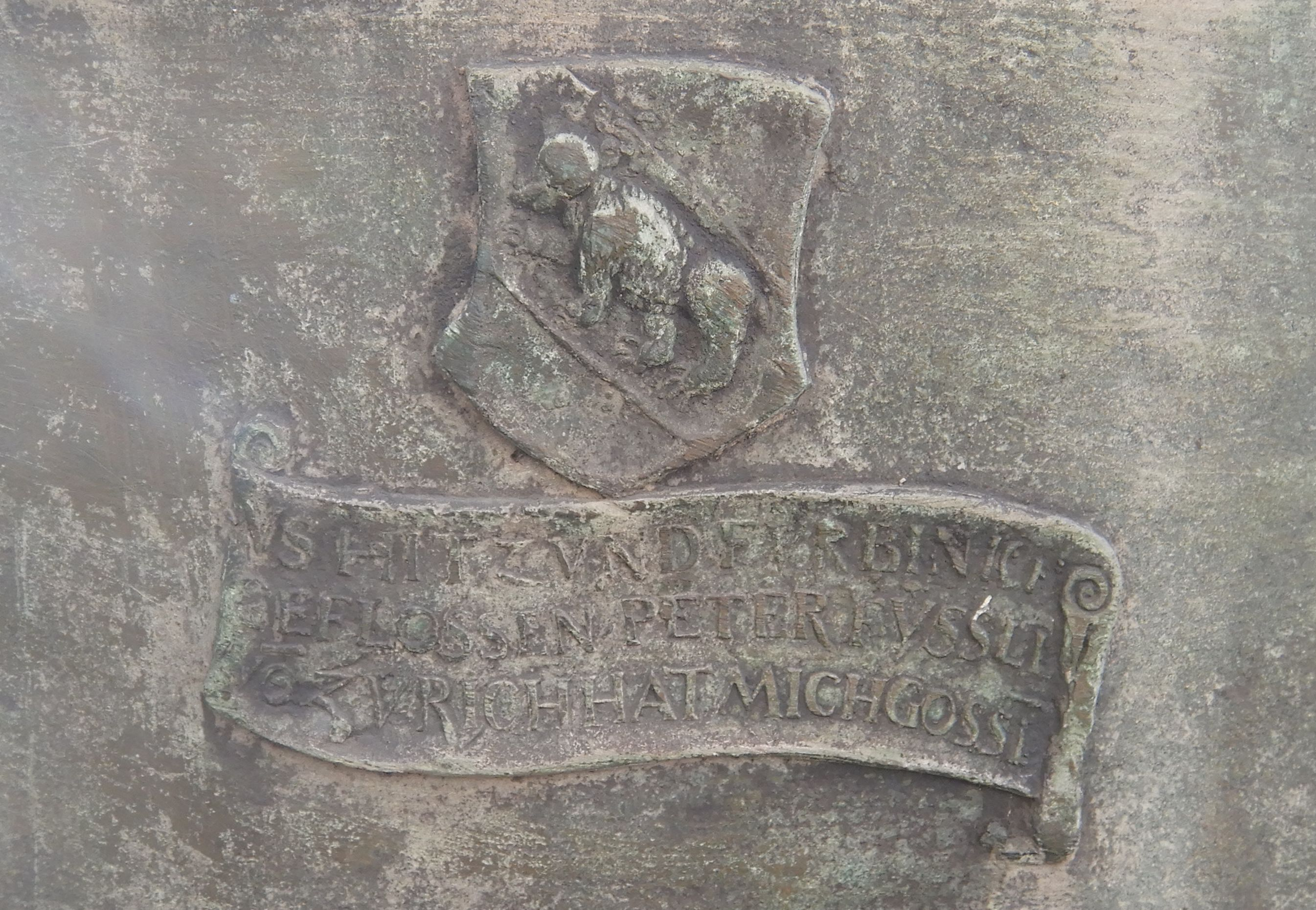
Alte Glocke der Reformierten Kirche Densbüren von 1663

Die Glocke der Reformierten Kirche Densbüren wurde 1663 gegossen. Heute steht sie ausserhalb der Kirche.
- Inschrift vorne[9]

Her Albrecht Von Graffen

Riedt Diser Zeit Ober

Vogt Zv SchenkenBerg
(Wappen der Familie Von Graffenriedt)
- Inschrift oben[10]:

«SOLI DEO    HONOR ET GLORIA    DOMINVS TECVM»
- Inschrift hinten[11]:

VS HITZ VND FÜR BIN ICH

GEFLOSSEN PETER FÜSSLI

VO ZÜRICH HAT MICH GOSSE